# Charles Joseph Dupleix de Mézy
Pour les articles homonymes, voir Dupleix.
Pour les autres membres de la famille, voir Famille Dupleix.
 (juin 2025).
Charles Joseph René Dupleix, comte de Mézy, est un haut fonctionnaire et homme politique français, né le 3 décembre 1766 à Paris où il est mort le 6 janvier 1835.

## Biographie
Petit-fils de Charles-Claude-Ange Dupleix (frère du célèbre Dupleix), il est nommé conseiller au parlement de Paris en 1785. Il le restera jusqu'à la Révolution.
Il n'exerce pas d'autres fonctions,  avant la Restauration, que celle de maire de Mézy et de membre du conseil de l'arrondissement de Versailles.
À la Première Restauration, il fut nommé préfet de l'Aube. Il cessa ces fonctions au retour de Napoléon Ier, puis devint préfet du Nord après les Cent-Jours. Tout dévoué au ministère Decazes, il obtint de lui, le 13 novembre 1816, les fonctions de directeur général des Postes. 
La même année, le 4 octobre, il fut élu député du Nord, au grand collège. Il prit la parole à la Chambre sur le budget, sur les douanes, sur diverses pétitions, demanda la question préalable sur un amendement tendant à faire infliger des peines très sévères aux directeurs des postes qui retarderaient l'envoi des journaux, défendit les directions générales, vota pour les dix millions réclamés par le ministre pour servir les intérêts de la dette flottante, etc. Le 26 octobre 1818, il fut réélu. Dans la session de 1819, il se prononça pour les lois d'exception et pour le nouveau système électoral. 
Dupleix de Mézy fut remplacé en 1822, comme directeur général de l'administration des Postes, par le duc de Doudeauville. Le gouvernement de Louis-Philippe le fit pair de France, le 11 octobre 1832.

## Sources
- « Charles Joseph Dupleix de Mézy », dans Adolphe Robert et Gaston Cougny, Dictionnaire des parlementaires français, Edgar Bourloton, 1889-1891 [détail de l’édition]